# Општина Гази Баба
Општина Гази Баба је једна од општина Града Скопља у оквиру Скопског статистичког региона у Северној Македонији. Седиште општине је истоимена четврт Гази Баба у оквиру Скопља.

## Име
Име општине потиче од османског песника Ашик Челебија из 16. века, који је, између осталих места, служио као кадија у Скопљу и кога су знали као Гази Бабу. Према легенди, гази-Баба се борио против побуњених хришћана, док му Срби нису одсекли главу, да би је онда он лично пронео Скопљем до брега на коме ће бити сахрањен. Поштован је као светац, не само међу муслиманима. Старо тулбе је изгорело "педесетак година" пре 1938, одмах је подигнуто ново. На гробу се гатало игром "чиф-тек" ("пар-непар") - гомилица камења би била подељена бридом длана на две, ако би она изабрана имала паран број каменчића, жеља би се остваривала. Турбе је руинирано у земљотресу 1963.

## Положај
Општина Гази Баба налази се у северном делу Северне Македоније. Са других страна налазе се друге општине Северне Македоније:
- север — Општина Липково
- североисток — Општина Арачиново
- исток — Општина Илинден
- југоисток — Општина Петровец
- југ — Општина Аеродром
- југозапад — Општина Центар
- запад — Општина Чаир
- северозапад — Општина Бутел

## Природне одлике
Рељеф: Општина Гази Баба већим делом заузима Скопско поље ито његов средишњи и северни део. Северни део општине је на јужним обронцима Скопске Црне Горе.
Клима у општини је умереноконтинентална.
Воде: Цело подручје општине је у сливу Вардара.

## Становништво
Општина Гази Баба имала је по последњем попису из 2002. г. 72.617 ст., од чега у седишту општине 15.182 ст. (22%). Општина је густо насељена, посебно градско подручје.
Национални састав по попису из 2002. године био је:
- Македонци — 73,5%
- Албанци — 17,3%
- Срби — 2,9%
- Роми — 2,9%
- Турци — 0,8%
- Власи — 0,3%
- остали — 1,3%

## Насељена места
У општини постоји 15 подручних јединица, од тога 6 у саставу града Скопља као градске четврти, а 9 као приградска насеља:
Четврти града Скопља:
- Гази Баба
- Гоце Делчев
- Инџиково
- Маџари
- Синђелић
- Стајковци

Приградска села:
- Брњарци
- Булачани
- Идризово
- Јурумлери
- Раштак
- Смиљковци
- Страчинци
- Трубарево
- Црешево